# Dicranosepsis hamata
Dicranosepsis hamata är en tvåvingeart som beskrevs av Meijere 1911. Dicranosepsis hamata ingår i släktet Dicranosepsis och familjen svängflugor. Inga underarter finns listade i Catalogue of Life.